# 福井端隠
福井 端隠（ふくい たんいん、男性、享和元年9月1日（1801年10月8日） – 明治18年（1885年）8月22日）は、幕末から明治の日本の篆刻家である。
名ははじめ武煕、福井氏を継承してから末影と改名。字は孔影、端隠は号で他に凹隅・雨洗・緑雪書屋などがある。通称は帯刀。伊勢の人。

## 略伝
榎倉勘解由武繁の次男として伊勢上中ノ郷（現在三重県伊勢市）に生まれた。正四位外宮権禰宜に至った。下久保に住み、のちに為田に移った。小俣蠖庵に就いて書画・篆刻を学ぶ。印聖高芙蓉の古体派の篆刻を宗として一家を成し、大和古印体も得意とした。また、茶道にも詳しく千宗室に入門した後、藪内紹智について藪内流を究めた。
門弟に山田寒山・松木松年・山本釣青・上部紅於・田中成章・江川閑雲・田代閑松・桧垣梅坡・川崎渓雲・河村雨竹・北川橘園などがいる。
享年85。墓所は新町裏（現在伊賀市上野新町）になる。
子息の福井水琴も篆刻をよくしたが、若くして亡くなった。